# کوه و تیغه ۲: پیش‌قراول
مرکب و تیغ ۲: درفش سالار (انگلیسی: Mount & Blade II: Bannerlord) یک بازی ویدئویی به سبک استراتژی-نقش‌آفرینی اکشن است که توسط شرکت ترکیه‌ای تیل‌ورلدز انترتینمنت توسعه یافته و به‌وسیلهٔ شرکت سوئدی پارادوکس اینتراکتیو در ۲۰۲۰ میلادی به شکل دسترسی زودهنگام در قاره اروپا و باقی جهان منتشر شده‌است. این بازی به عنوان پیش‌درآمد عنوان سواری و شمشیر: اتحاد جنگی، بسته الحاقی خودکفا بازی کوه و تیغه (۲۰۰۸) به‌شمار می‌رود. نسخهٔ کامل بازی در تاریخ ۲۵ اکتبر ۲۰۲۲، برای مایکروسافت ویندوز، پلی‌استیشن ۴، پلی‌استیشن ۵، ایکس‌باکس وان، و ایکس‌باکس سری اکس/اس منتشر شد.
داستان بازی از سال ۱۰۸۴ شروع می‌شود، تقریباً ۲۰۰ سال قبل از نسخه اتحاد جنگی، همچنین حکومت‌ها شامل ولندین‌ها (Vlandians)، استورجیان‌ها (Sturgians)، قبایل متحد زیر نظر بنی ازرای (Banu Aserai)، خزایت‌ها (Khuzaits)، امپراتوری کالرادیا که پس از قتل مشکوک امپراتور سه تکه شده (امپراتوری‌های شمالی، جنوبی و غربی) و بتنیان‌ها (Battanians).

## روند بازی
کوه و تیغه ۲ یک بازی ویدئویی در سبک استراتژی/نقش‌آفرینی اکشن است. اصل و بنیان روند بازی همانند نسخه‌های پیشین این سری است. در ابتدای بازی گیمر کنترل و شخصی‌سازی کاراکتر یک فئودوم در قرون وسطی در بازی را بر عهده دارد. در بازی بخش‌های مختلفی اعم از استراتژی و نقش‌آفرینی وجود دارد که بازیکن قادر به نبرد و شخصی‌سازی تجهیزات جنگی، تجارت و مدیریت فئودوم خود است. گفته می‌شود این نسخه نسبت به بازی اولیه کوه و تیغه بهبود گرافیکی چشمگیری را تجربه می‌کند.